# Dicranum leiodontium
Dicranum leiodontium là một loài rêu trong họ Dicranaceae. Loài này được Cardot mô tả khoa học đầu tiên năm 1907.